# Jégtánc a 2022-es műkorcsolya- és jégtánc-világbajnokságon
A 2022-es műkorcsolya- és jégtánc-világbajnokságon a jégtánc versenyszámának ritmustác programját március 25-én, a szabadtáncot pedig másnap, március 26-án rendezték meg a montpellier-i Sud de France Arenában.
A hazai közönség előtt szereplő Gabriella Papadakis, Guillaume Cizeron kettős nyerte a jégtáncosok versenyét. A dobogó második fokára az amerikai Madison Hubbell és Zachary Donohue állhatott fel, míg a bronzérem honfitársaik, Madison Chock és Evan Bates nyakába került.
A mindössze kilenc hónapja összeállt Ignateva Mariia, Szemko Danijil magyar duó 
a ritmustáncban 22. lett, s ez kevésnek bizonyult ahhoz, hogy másnap a legjobb húsz között bemutathassa a kűrjét.
Az orosz–ukrán háború következtében a Nemzetközi Korcsolyázó Szövetség eltiltotta az orosz és belarusz sportolókat a versenyzéstől.

## Versenynaptár
Az időpont(ok) helyi idő szerint olvashatóak (UTC +01:00):
| Dátum                      | Időpont | Forduló    |
| -------------------------- | ------- | ---------- |
| 2022. március 25., péntek  | 11:00   | Ritmustánc |
| 2022. március 26., szombat | 17:05   | Szabadtánc |

## Eredmény
| Hely.                              | Versenyző                                     | Nemzet              | ÖP.    | Ritmustánc | Ritmustánc | Szabadtánc                 | Szabadtánc                 |
| Hely.                              | Versenyző                                     | Nemzet              | ÖP.    | Hely.      | Pont       | Hely.                      | Pont                       |
| ---------------------------------- | --------------------------------------------- | ------------------- | ------ | ---------- | ---------- | -------------------------- | -------------------------- |
|                                    | Gabriella Papadakis Guillaume Cizeron         | Franciaország       | 229,82 | 1.         | 92,73      | 1.                         | 137,09                     |
|                                    | Madison Hubbell Zachary Donohue               | Egyesült Államok    | 222,39 | 2.         | 89,72      | 2.                         | 132,67                     |
|                                    | Madison Chock Evan Bates                      | Egyesült Államok    | 216,83 | 3.         | 87,51      | 3.                         | 129,32                     |
| 4.                                 | Charlène Guignard Marco Fabbri                | Olaszország         | 209,92 | 4.         | 84,22      | 4.                         | 125,70                     |
| 5.                                 | Piper Gilles Paul Poirier                     | Kanada              | 202,70 | 5.         | 80,79      | 5.                         | 121,91                     |
| 6.                                 | Lilah Fear Lewis Gibson                       | Egyesült Királyság  | 198,17 | 7.         | 78,89      | 6.                         | 119,28                     |
| 7.                                 | Olivia Smart Adrián Díaz                      | Spanyolország       | 194,63 | 6.         | 79,40      | 7.                         | 115,23                     |
| 8.                                 | Kaitlin Hawayek Jean-Luc Baker                | Egyesült Államok    | 191,61 | 9.         | 76,56      | 8.                         | 115,05                     |
| 9.                                 | Laurence Fournier Beaudry Nikolaj Sørensen    | Kanada              | 188,54 | 8.         | 78,29      | 9.                         | 110,25                     |
| 10.                                | Allison Reed Saulius Ambrulevičius            | Litvánia            | 180,21 | 10.        | 74,06      | 11.                        | 106,15                     |
| 11.                                | Marjorie Lajoie Zachary Lagha                 | Kanada              | 178,84 | 13.        | 70,39      | 10.                        | 108,45                     |
| 12.                                | Juulia Turkkila Matthias Versluis             | Finnország          | 175,95 | 12.        | 71,88      | 12.                        | 104,07                     |
| 13.                                | Natálie Taschlerová Filip Taschler            | Csehország          | 172,23 | 11.        | 72,55      | 14.                        | 99,68                      |
| 14.                                | Tina Garabedian Simon Proulx-Sénécal          | Örményország        | 170,32 | 14.        | 68,50      | 13.                        | 101,82                     |
| 15.                                | Maria Kazakova Georgy Reviya                  | Grúzia              | 165,38 | 17.        | 66,76      | 15.                        | 98,62                      |
| 16.                                | Muramoto Kana Takahasi Dajszuke               | Japán               | 164,25 | 15.        | 67,77      | 16.                        | 96,48                      |
| 17.                                | Sasha Fear George Waddell                     | Egyesült Királyság  | 160,05 | 18.        | 66,69      | 18.                        | 93,36                      |
| 18.                                | Holly Harris Jason Chan                       | Ausztrália          | 159,92 | 19.        | 64,91      | 17.                        | 95,01                      |
| 19.                                | Solène Mazingue Marko Jevgeni Gaidajenko      | Észtország          | 149,04 | 20.        | 63,97      | 19.                        | 85,07                      |
| VL                                 | Olekszandra Nazarova Makszim Nikitin          | Ukrajna             | –      | 16.        | 67,70      | Visszaléptek a versenytől. | Visszaléptek a versenytől. |
| Nem jutottak tovább a szabadtáncba |                                               |                     |        |            |            |                            |                            |
| 21.                                | Shira Ichilov Volodymyr Byelikov              | Izrael              | 62,57  | 21.        | 62,57      | Kiesett                    | Kiesett                    |
| 22.                                | Ignateva Mariia Szemko Danijil                | Magyarország        | 62,12  | 22.        | 62,12      | Kiesett                    | Kiesett                    |
| 23.                                | Jasmine Tessari Stéphane Walker               | Svájc               | 60,75  | 23.        | 60,75      | Kiesett                    | Kiesett                    |
| 24.                                | Charlotte Lafond-Fournier Richard Kang-in Kam | Új-Zéland           | 59,45  | 24.        | 59,45      | Kiesett                    | Kiesett                    |
| 25.                                | Mária Sofia Pucherová Nikita Lysak            | Szlovákia           | 58,27  | 25.        | 58,27      | Kiesett                    | Kiesett                    |
| 26.                                | Carolina Moscheni Francesco Fioretti          | Olaszország         | 58,21  | 26.        | 58,22      | Kiesett                    | Kiesett                    |
| 27.                                | Ekaterina Mitrofanova Vladislav Kasinskij     | Bosznia-Hercegovina | 55,01  | 27.        | 55,01      | Kiesett                    | Kiesett                    |
| 28.                                | Anastasia Polibina Pavel Golovishnikov        | Lengyelország       | 50,73  | 28.        | 50,73      | Kiesett                    | Kiesett                    |
| 29.                                | Ekaterina Kuznetsova Oleksandr Kolosovskyi    | Azerbajdzsán        | 49,14  | 29.        | 49,14      | Kiesett                    | Kiesett                    |
| 30.                                | Aurelija Ipolito Luke Russell                 | Lettország          | 46,00  | 30.        | 46,00      | Kiesett                    | Kiesett                    |
| 31.                                | Gaukhar Nauryzova Boyisangur Datiev           | Kazahsztán          | 45,87  | 31.        | 45,87      | Kiesett                    | Kiesett                    |

____
Magyarázat:
• ÖP = összes pontszám • VL = visszalépett

## Megjegyzés
1. ↑  Az ukrán Olekszandra Nazarova, Makszim Nikitin kettős a ritmustáncot követően visszalépett a versenytől, tekintettel a hazájukban zajló háborúra, nem tartották helyénvalónak szabadtáncuk eredeti formájában való előadását.[10]